# Zweedse parlementsverkiezingen 1970
Op 20 september 1970 werd in Zweden een nieuw parlement verkozen. De verkiezingen waren de eerste na de grondwettelijke hervormingen en die onder meer leidden tot een nieuw kiessysteem en een eenkamerparlement. De stembusslag greep zo plaats in een gewijzigde politieke constellatie.

## Een nieuwe grondwet en een nieuw kiessysteem voor Zweden
De discussies over een grondswetsherziening gaan al terug tot het midden van de jaren 1950. Er wordt een commissie aangesteld die in 1963 voorstelt om over te stappen op een unicameraal parlementair systeem. Vooral de centrumrechtste oppositie, die voordeel haalt uit het tweekamerstelsel, is geen fervent voorstander. Uiteindelijk beslist het parlement, de Riksdag, eind de jaren zestig alsnog om het parlement de hervormen. Er blijft slechts een kamer bestaan die nog 350 van de 380 leden, die de twee kamers samen tellen, zullen behouden.
Ook de kieswetgeving wordt onder handen genomen. Zo zullen voortaan de verkiezingen voor de drie Zweedse bestuursniveaus – het nationale niveau, de län (provincies) en de gemeentes – op één en dezelfde dag worden gehouden. Voor alle niveaus geldt een legislatuur van drie jaar. 310 van 350 zetels in de Rijksdag zullen volgens de stemmen in de verschillende kiesomschrijvingen worden verdeeld. De resterende veertig parlementszetels (adjustment seats) moeten de op die manier voorkomende afwijking in de verdeling van de zetels gaan corrigeren. Om de politieke versplintering een halt toe te roepen wordt een formele kiesdrempel is vastgelegd op 4% van de stemmen. Een partij die in een bepaald kiesdistrict 12% van de stemmen behaalt, krijgt alsnog uitzicht op parlementszetels, maar wordt niet in aanmerking genomen bij het toekennen van de adjustment seats.

## De kiescampagne: standpunten en mogelijke coalities
Thema’s die in de verkiezingscampagne behandeld worden zijn onder meer: de groei van de steden, het arbeidsmarktbeleid en de vervuiling. De oppositie focust op enkele economische aangelegenheden zoals de inflatie en bijhorende prijsstijgingen. Gelijkheid (tussen man-vrouw, oud-jong, stad-platteland, ...) komt net als bij de vorige verkiezingen van 1968 aan bod. Door een steeds voortschrijdend proces van centralisatie is de kloof tussen leden van organisaties (zoals bijvoorbeeld landbouwerscoöperatieven) en de leiding steeds groter geworden. Zo wordt ook het debat centralisatie versus decentralisatie deel van de campagne.
Bij de vorige stembusslag van 1968 is het onmogelijk gebleken de regerende sociaaldemocraten uit het zadel de hijsen. De nieuwe kieswet van biedt nu evenwel een andere situatie: willen de sociaaldemocraten aan de macht blijven dan hebben ze steun nodig van de communistische partij VpK. Wanneer de communisten de kiesdrempel van 4% niet halen, dan wordt een linkse regering heel wat minder evident. Er wordt zelfs gespeculeerd om sociaaldemocratische kiezers te laten stemmen voor de communisten om een centrumrechtse regering te verijdelen. Speculaties over alternatieve, eventuele centrumrechtse, coalities doen eveneens hun intrede in de kiesstrijd. Wanneer eerste minister Olof Palme wordt gevraagd welke coalitie zijn voorkeur wegdraagt, samenwerking met links of rechts, stelt hij dat het een keuze tussen de pest en de cholera wordt.

## Resultaten
De sociaaldemocratische partij verliest bijna 5% van haar aanhang en is de grote verliezer van de verkiezingen. Vooral in Göteborg en in Norrbotten moet de partij inleveren. In die gebieden zien de twee communistische partijen, de Vänsterpartiet Kommunisterna (VpK) en de Kommunistiska Förbundet Marxist-Leninisterna (KFML), hun stemmen toenemen. Enkel eerstgenoemde partij laat met 4,8% van de stemmen de kiesdrempel achter zich. De sociaaldemocraten winnen 163 zetels, de VpK 17, voldoende voor links en premier Olof Palme om verder te regeren.
Ter rechterzijde bestendigen de conservatieven van de Moderata samlingspartiet (M) hun neergang. Al in 1968 heeft de Centerpartiet het roer als grootste oppositiefractie in de Riksdag van de conservatieven overgenomen. Eertijds is de Centrumpartij een typische landelijke, agrarische partij, maar de laatste jaren krijgt ze ook steeds meer aanhang in de steden. De Centrumpartij werkt ook samen met de liberalen van de Folkpartiet (FP), die ongeveer 2% winnen ten opzichte van 1968.

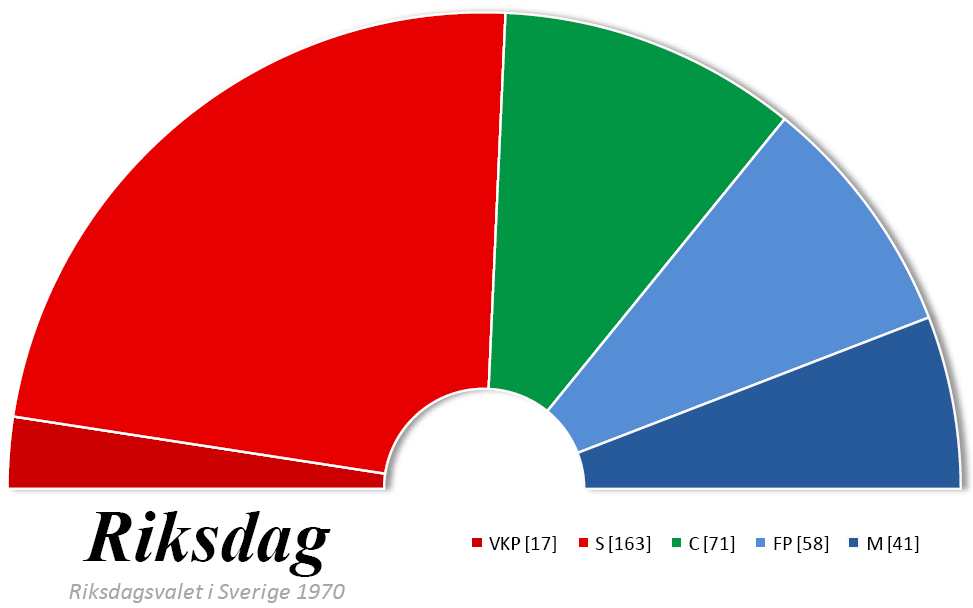
Zetelverdeling van verkiezingen 1970

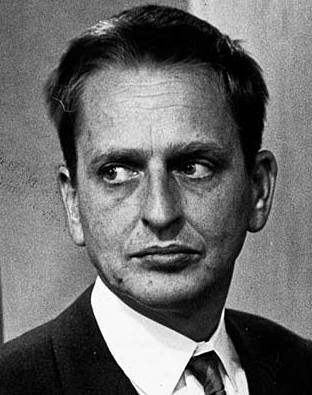
Olof Palme
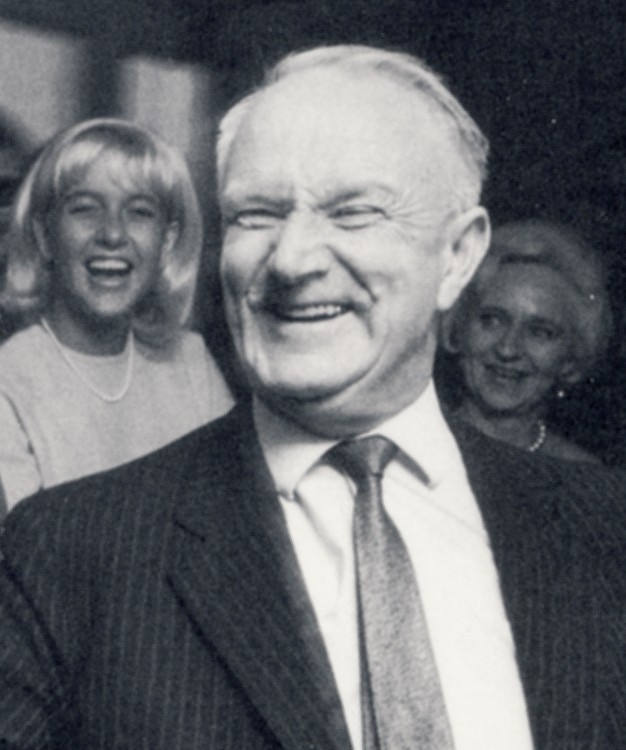
Gunnar Hedlund
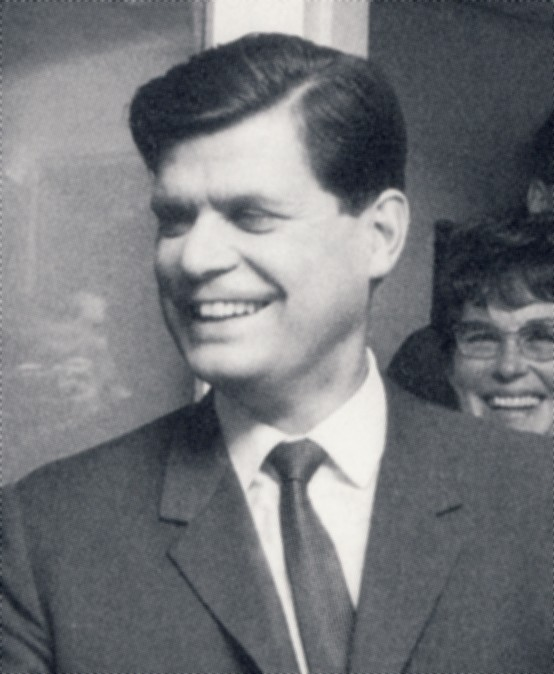
Yngve Holmberg

| Partij                                              | Partijleider           | Stemmen   | %       | ± %     | Zetels |
| --------------------------------------------------- | ---------------------- | --------- | ------- | ------- | ------ |
| Socialdemokraterna (S)                              | Olof Palme             | 2 256 369 | 45,3%   | ▼4,8%   | 163    |
| Centerpartiet (C)                                   | Gunnar Hedlund         | 991 208   | 19,9%   | ▲4,2%   | 71     |
| Folkpartiet (FP)                                    | Gunnar Helén           | 806 667   | 16,2%   | ▲1,9%   | 58     |
| Moderaterna (M)                                     | Yngve Holmberg         | 573 812   | 11,5%   | ▼ 1,4%  | 41     |
| Vänsterpartiet Kommunisterna (VpK)                  | Carl-Henrik Hermansson | 236 659   | 4,8%    | ▲1,8%   | 17     |
| Kristen demokratisk samling (KDS)                   | Birger Ekstedt         | 88 770    | 1,8%    | ▲0,3%   | 0      |
| Kommunistiska Förbundet Marxist-Leninisterna (KFML) |                        | 21 238    | 0,4%    | ▲0,4%   | 0      |
| Overig                                              | —                      | ?         | ?       | —       | —      |
| Geldige stemmen                                     | —                      | ?         | 100%    | —       | —      |
| Ongeldige stemmen                                   | —                      | ?         | —       | —       | —      |
| Stemmen per post                                    | —                      | 698 296   | —       | —       | —      |
| Totaal                                              | Totaal                 | 4 984 207 | (88,3%) | ▼(1,0%) | 350    |

- Olof Palme
- Gunnar Hedlund
- Yngve Holmberg

1911 · 1914 · 1917 · 1920 · 1921 · 1924 · 1928 · 1932 · 1936 · 1940 · 1944 · 1948 · 1952 · 1956 · 1958 · 1960 · 1964 · 1968 · 1970 · 1973 · 1976 · 1979 · 1982 · 1985 · 1988 · 1991 · 1994 · 1998 · 2002 · 2006 · 2010 · 2014 · 2018 · 2022